# Eutoea bismarckensis
Eutoea bismarckensis là một loài bướm đêm trong họ Geometridae.